# Miljenko Jergović
Miljenko Jergović, bosanski književnik, novinar in kritik, * 25. maj 1966, Sarajevo, Socialistična federativna republika Jugoslavija (danes BiH).
Od začetka 90tih živi in deluje v Zagrebu.

## Življenjepis
Odrastel je v rojstnem Sarajevu, kjer je diplomiral na Filozofski fakulteti v Sarajevu iz filozofije in sociologije. Leta 1992 je postal novinar za splitski tednik Nedjelnja Dalmacija in se leto kasneje preselil v Zagreb. Mednarodno prepoznavnost mu je prinesla zbirka pripovedk Sarajevski Marlboro, ki govori o vsakdanjem življenju v od vojne pretreseni Bosni in Hercegovini.
Od takrat piše pripovedke, eseje in romane z različno tematiko, pa tudi kolumne in članke v mnogih časopisih na področju bivše Jugoslavije.

## Dela
- Opservatorija Varšava (pesmi, 1988),
- Uči li noćas neko u ovom gradu japanski? (pesmi, 1992),
- Himmel Comando (pesmi, 1992),
- Sarajevski Marlboro (proza, 1994) - prevoda v slovenščino Sarajevski Marlboro, prev. Mateja Tirgušek; V.B.Z., Ljubljana, 2003 	(COBISS); Sarajevski Marlboro, Center za slovensko književnost, Ljubljana, 2003: prevajalka: Sonja Polanc,(COBISS)
- Karivani (proza, 1995),
- Preko zaleđenog mosta (pesmi, 1996),
- Naci bonton (eseji, 1998),
- Mama Leone (proza, 1999) - prevod v slovenščino: Mama Leone, Goga, Novo mesto, 2003, prev. Teja Kleč, (COBISS)
- Historijska čitanka (eseji, 2000) prevod v slovenščino: Zgodovinska čitanka (COBISS)
- Kažeš anđeo (drama, 2000),
- Hauzmajstor Šulc (pesmi, 2001),
- Buick Riviera (novela, 2002) - prevod v slovenščino: Buick Riviera, V.B.Z., Ljubljana, 2005: prev. Jurij Hudolin, (COBISS)
- Dvori od oraha (roman, 2003) - prevod v slovenščino: Dvorci iz orehovine, V.B.Z., Ljubljana, 2005: prevajalec: Aleš Čar, (COBISS)
- Rabija i sedam meleka (proza, 2004),
- Inšallah Madona, inšallah (proza, 2004),
- Glorija in excelsis (roman, 2005),
- Ruta Tannenbaum (roman, 2006), prevod v slovenščino: Ruta Tannenbaum (COBISS)
- Historijska čitanka 2 (eseji, 2006), prevod v slovenščino: Zgodovinska čitanka (COBISS)
- Žrtve sanjaju veliku ratnu pobjedu (eseji, 2006),
- Drugi poljubac Gite Danon (proza, 2007).
- Oatac (roman), 2003, v slovenščino: Oče (COBISS)
- Levijeva tkaonica svile (roman), prevod v slovenščino Levijeva tkalnica svile (COBISS)
- Rod (roman), 2013

## Nagrade
Večkratno nagrajen za svojo dejavnost na polju besed: za svoj pesniški prvenec Opservatorija Varšava je prejel nagrado Mak Dizdar in Goranovo nagrado (obe 1988), nagrado Veselko Tenžera (1990) za novinarstvo, nagrado Ksaver Šandor Gjalski (1994) za Sarajevski Marlboro, posebno mirovno nagrado Erich-Maria Remarque mesta Osnabrücka (1995), italijansko književno nagrado Premio Grinzane Cavour za knjigo Mama Leone (2003), letno nagrado Matice Hrvatske za književnost i umetnost August Šenoa za knjigo Buick Rivera (2002), nagrado Društva pisaca Bosne i Hercegovine za roman Dvori od oraha (2003), letno nagrado hrvaškega časopisa Jutarnji list za najboljše prozno delo za roman Dvori od oraha (2004), nagrado Kočićevo pero za roman Dvori od Oraha (2004), nagrado Meša Selimović za najboljši roman leta 2006 na področju Bosne in Hercegovine, Srbije, Hrvaške in Črne Gore - za roman Ruta Tannenbaum (2007). Leta 2015 je za roman Rod (2013) prejel prestižno Njegoševo nagrado, 2024 pa mednarodno literarno nagrado Vilenica.